# Elsa Pataky
Elsa Lafuente Medianu (sinh ngày 18 tháng 7 năm 1976), được biết đến với nghệ danh Elsa Pataky, là một người mẫu kiêm diễn viên người Tây Ban Nha. Pataky được biết đến với vai Elena Neves trong loạt phim Fast and Furious. Ngoài ra cô cũng đã xuất hiện trong các bộ phim như: Snakes on a Plane (2006), Giallo (2009) và Give 'Em Hell, Malone (2009). Cô cũng đóng vai chính trong bộ phim Tây Ban Nha Di Di Hollywood (2010).

## Đầu đời
Pataky tên thật là là Elsa Lafuente Medianu sinh ra tại Madrid, Tây Ban Nha, là con gái của ông José Francisco Lafuente, một nhà hóa sinh người Tây Ban Nha, và bà Cristina Medianu Pataky, một nhà báo gốc Romania có tổ tiên là người Romania và Hungary. Cô có một người em trai cùng cha khác mẹ: Cristian Prieto Medianu, một đạo diễn điện ảnh. Cô sử dụng tên 'Elsa Pataky' từ tên bà ngoại của cô: Rosa Pataky.
Pataky theo học tại Đại học CEU San Pablo, học báo chí và tham gia các lớp diễn xuất. Ngoài tiếng Tây Ban Nha và tiếng Romania, cô còn thông thạo tiếng Anh, Ý, Bồ Đào Nha và Pháp.

## Đời tư
Cô hẹn hò với nam diễn viên người Pháp Michaël Youn từ năm 2004 đến năm 2006. Anh chia tay với cô sau khi phát hiện ra cô đang lừa dối anh. Anh muốn tạo bất ngờ cho cô ấy vào ngày sinh nhật khi cô ấy đang quay phim Snakes on a Plane ở Canada, nhưng khi anh đến khách sạn của cô ấy, anh ấy thấy cô đang hôn một trong những nhà sản xuất của bộ phim. Anh tặng cô bó hoa mà anh đã mua cho cô và bay về Paris.
Năm 2006, cô hẹn hò với nam diễn viên người Mỹ Adrien Brody. Vào sinh nhật lần thứ 31 của Pataky vào tháng 7 năm 2007, Brody đã mua cho cô một căn hộ ở New York..Pataky và Brody đã được giới thiệu tại nhà ở New York của họ trong một bài báo dài 35 trang trong tạp chí HELLO! phát hành tháng 10 năm 2008. Cặp đôi sau đó chia tay vào năm 2009.
Cô bắt đầu hẹn hò với nam diễn viên người Úc Chris Hemsworth vào đầu năm 2010 sau khi gặp gỡ thông qua đại diện chung của họ. Pataky và Hemsworth kết hôn trong kỳ nghỉ lễ Giáng sinh năm 2010. Họ có với nhau ba người con: một con gái, India Rose, sinh tháng 5 năm 2012, và hai con trai sinh đôi, Tristan và Sasha, sinh tháng 3 năm 2014. Năm 2015, Pataky và Hemsworth chuyển từ Los Angeles đến Vịnh Byron ở Australia.

## Phim đã đóng

### Phim ảnh
| Năm  | Tên                               | Vai diễn                     | Notes                                                |
| ---- | --------------------------------- | ---------------------------- | ---------------------------------------------------- |
| 1997 | Solo en la buhardilla             | Chica revista                | Short film                                           |
| 2000 | The Art of Dying                  | Candela                      | [ 10 ]                                               |
| 2000 | Tatawo                            | Blanqui                      |                                                      |
| 2000 | Less Is More                      | Diana                        |                                                      |
| 2001 | Don't Tempt Me                    | Waitress in Hell             |                                                      |
| 2001 | Twelfth Night                     | Marta Cuspineda              |                                                      |
| 2002 | Peor imposible ¿qué puede fallar? | Fátima                       |                                                      |
| 2003 | Beyond Re-Animator                | Laura Olney                  |                                                      |
| 2003 | El furgón                         | Nina                         |                                                      |
| 2003 | Atraco a las 3... y media         | Katya                        |                                                      |
| 2004 | Romasanta: The Werewolf Hunt      | Barbara                      |                                                      |
| 2004 | Tiovivo c. 1950                   | Balbina                      |                                                      |
| 2005 | Iznogoud                          | Prehti-Ouhman                |                                                      |
| 2005 | Arquitectura efímera deconstruida | Vídeo 'Retorciendo palabras' | Direct-to-video                                      |
| 2005 | Ninette                           | Alajandra 'Ninette'          |                                                      |
| 2006 | Snakes on a Plane                 | Maria                        |                                                      |
| 2007 | Manual of Love 2                  | Cecilia                      |                                                      |
| 2008 | Máncora                           | Ximena Saavedra              |                                                      |
| 2008 | Skate or Die                      | Dany                         |                                                      |
| 2008 | Santos                            | Laura Luna                   |                                                      |
| 2009 | Giallo                            | Celine                       |                                                      |
| 2009 | Give 'Em Hell, Malone             | Evelyn                       |                                                      |
| 2010 | Mr. Nice                          | Ilza Kadegis                 |                                                      |
| 2010 | Di Di Hollywood                   | Di Di                        |                                                      |
| 2011 | La importancia de llamarse Enesto |                              | Short film                                           |
| 2011 | Fast Five                         | Elena Neves                  |                                                      |
| 2011 | Where the Road Meets the Sun      | Michelle                     | [ 11 ]                                               |
| 2011 | Snowflake, the White Gorilla      | Bruja del Norte              | aka Copito de nieve                                  |
| 2013 | Thor: The Dark World              |                              | Double for Natalie Portman in the post-credits scene |
| 2013 | All Things to All Men             | Sophia Peters                |                                                      |
| 2013 | Fast & Furious 6                  | Elena Neves                  |                                                      |
| 2013 | The Wine of Summer                | Veronica                     | Also producer                                        |
| 2015 | Furious 7                         | Elena Neves                  |                                                      |
| 2017 | The Fate of the Furious           | Elena Neves                  | [ 13 ]                                               |
| 2018 | 12 Strong                         | Jean Nelson                  |                                                      |